# 부곡
부곡(部曲) 또는 객(客)은 중국 후한말에서 수·당시대까지 존재한 사회계급이다.
후한말부터 위진남북조시대까지는 가병(家兵), 즉 사병(私兵)을 가리켰고, 수·당시대에는 노비와 양인 사이에 위치한 피차별계층(賤口)을 가리키게 되었다. 고려의 향·소·부곡은 후자에서 비롯했다.

## 관련 저서
- 신성곤, 《중국의 부곡, 잊힌 역사 사라진 인간》, 책세상, 2022년 11월 15일